# Граман F6F хелкет
Граман F6F хелкет (енгл. Grumman F6F Hellcat) је био амерички ловачки авион из периода Другог свјетског рата. 
Производила га је фабрика Граман од 1942. до 1945. као насљедника ранијег авиона Граман F4F вајлдкет. Кориштен је углавном на пацифичком ратишту са носача авиона, у саставу Америчке морнарице и британске Краљевске морнарице.

## Развој
Почетак пројекта је био логичан наставак покушаја да се направи насљедник авиона Граман F4F вајлдкет. Приликом дизајна авиона почели су да пристижу борбени извјештаји америчких пилота, и ове информације су биле корисне за конструкторе. Кориштена су и британска искуства из Европе да би се створио знатно бољи авион.
Конструктори су увећали Ф4Ф, промијенили положај крила са средине трупа на ниску позицију, што је омогућило постављање механизма за увчачење точкова у крила и бољу стабилност при вожњи, повећали оклоп и борбени комплет муниције и додали најјачи мотор који је био доступан, од 2000 коњских снага. Четири прототипа са разним моторима су припремљена.
Први лет прототипа XF6F-1 је изведен 26. јуна 1942. године са мотором Р-2600 од 1700 КС. За производњу је одабран прототип XF6F-3 са мотором Р-2800 Дабл Восп (Double Wasp) од 2000 КС. Авион је ушао у серијску производњу крајем 1942. у верзији Ф6Ф-3, од којих је до средине 1944. направљено 4423 авиона.
Побољшана верзија је означена Ф6Ф-5. Имала је аеродинамичка побољшања, и мотор Р-2800 са убризгавањем воде у цилиндре, што је дало 10% већу снагу при полијетању и борби. Ова верзија је полетјела први пут 4. априла 1944., а улази у службу америчке РМ убрзо потом. Британци су је користили као Хелкет 2 (Hellcat Mk II).
Модели Ф6Ф-3Е и Ф6Ф-3Н, и каснији Ф6Ф-5Н су били ноћни ловци са радаром испод десног крила.
Произведено је укупно 12275 авиона F6F хелкет у свим верзијама.

## У борби
Прва ескадрила ВФ-9 на носачу Есекс (Essex) је опремљена Хелкетима већ 16. јануара 1943. 31. августа 1943. ескадрила ВФ-5 на носачу Јорктаун (Yorktown) је почела да учествује у борбама против Јапанаца. Како је 2500 авиона испоручено током 1943. преоружавање јединица новим авионом је било брзо, па су Вајлдкети остали у служби само на мањим пратећим носачима авиона.
Хелкет се показао изузетно ефикасан: брзина и покретљивост су били бољи него код Вајлдкета, а пословична отпорност Граманових авиона је помагала при оштећењима. Због овога је Граманова фабрика авиона добила код америчких пилота надимак „Граманова жељезара“. Кад би Хелкет и дошао у лошу ситуацију, брзо обрушавање би скоро увијек омогућавало излазак из борбе. До краја рата 4947 јапанских авиона је оборено авионима Хелкет, по америчким подацима.
Британци су авионе почели примати 1943. и звали су их Генет Mk 1 (Gannet Mk I), а касније као и САД, Хелкет. Верзија F-5 је добила назив Хелкет Mk 2 (Hellcat Mk II). 
Француска је послије рата користила авионе Хелкет за нападе на устанике Вијетмина у Вијетнаму. Уругвајска морнарица је такође била корисник авиона Ф6Ф.

## Карактеристике
Врста авиона: ловац
- Посада: 1
- Први лет прототипа: 1942.
- Уведен у употребу: 1943.
- Крај употребе:
- Произвођач: Граман

Димензије
- Дужина: 10.24
- Распон крила: 13.06
- Висина: 3.99
- Површина крила: 31 m²
- Аеропрофил крила: NACA 23015.6 mod коријен крила; NACA 23009 остало

Масе
- Празан: 4,190
- Оптерећен: 5,714
- Највећа полетна маса: 6,990

Погонска група
- Мотор: Прат и Витни Р-2800 Дабл Восп (Pratt & Whitney R-2800-10W "Double Wasp"), 1,491 kW, 2,000 КС
- Однос снага/тежина: 260

## Летне особине (Ф6Ф-5)
- Највећа брзина: 612 km/h на 7130 метара
- Крстарећа брзина: 270
- Радијус дејства: 2462 km максимално, са допунским резервоаром
- Највећи долет: 2462km
- Оперативни врхунац лета: 11370
- Брзина пењања: 908

## Наоружање
- Стрељачко: 6 митраљеза 12.7 mm Браунинг (Browning), неке касне верзије 2 топа 20 mm и 4 митраљеза
- Бомбе: 2 од по 454 kg или 6 ракетних зрна 127